# Hellmuth Jäger
Hellmuth Jäger, auch Hellmuth Jaeger (* 19. März 1904 in Frankfurt (Oder); † 6. November 1971 in Stuttgart), war ein deutscher Politiker.

## Leben
Jäger war der Sohn eines Landwirts und Bürovorstands des Märkischen Dampfkesselüberwachungsvereins. Er war evangelischer Konfession. Nach dem Besuch des Realgymnasiums Frankfurt (Oder) studierte er von 1922 bis 1926 Rechtswissenschaft und Nationalökonomie in Berlin und Tübingen. 1929 wurde er in Tübingen zum Doktor der Rechte promoviert. 1930 legte er die zweite juristische Staatsprüfung ab.
Er war von 1930 bis 1933 Reichsvorsitzender der Deutschen Jungdemokraten, einer der Deutschen Demokratischen Partei (DDP) nahestehenden Jugendorganisation.
Von 1931 bis 1940 war er Rechtsanwalt in Berlin und Geschäftsführer der Gräf. Franckenbergschen Verwaltungs GmbH. Bis 1933 war er auch Lehrer für Arbeitsrichter bei den Hirsch-Dunckerschen Gewerkschaften. Von 1940 bis 1945 diente er als Intendanturrat bei der Wehrmacht.
Nach dem Ende des Zweiten Weltkriegs 1945 wurde Jäger von der amerikanischen Militärregierung zum Landrat des Landkreises Ludwigsburg ernannt. Er amtierte bis 1947. 1946 gehörte er als Vertreter der Landräte der Vorläufigen Volksvertretung von Württemberg-Baden an.
Danach leitete Jäger von 1947 bis 1948 das Referat Schulung und Dienstaufsicht in der Abteilung Internierungslager des Ministeriums für politische Befreiung Württemberg-Baden in Stuttgart. Zudem war er öffentlicher Ankläger im Berufungsverfahren gegen Hjalmar Schacht. Ab 1948 war er wieder als Rechtsanwalt tätig.